# Justus Friedrich Karl Hecker
Justus Friedrich Karl Hecker (Erfurt, 1795. január 5. – Berlin, 1850. május 11.) német orvos, orvostörténész.

## Élete
Tanulmányait Berlinben végezte, 1817-ben doktorrá avatták. Ugyanazon év november 15-én a berlini orvosi karon magántanár lett. 1822-ben jelent meg híres műve: Geschichte der Heilkunde, amelynek alapján rendkívüli tanárrá nevezték ki. 1827-ben a fővizsgáló bizottság tagja, 1834-ben pedig egyetemi rendes tanár lett. Hecker az orvosi történelem – főleg a kórtan történelmének – megalapítója.

## Nevezetesebb művei
- Der schwarze Tod im XIV. Jahrhundert, Ein historischer Versuch (Berlin, 1832, angol fordítás: London, 1833)
- Die Tanzwuth, eine Volkskrankheit im Mittelalter. Nach den Quellen für Aerzte und gebildete Nichtärzte bearbeitet (Berlin, 1832, angol ford.: London, 1835, francia ford. 1834., Annal. d'Hygiene-ben; olasz ford.: Firenze, 1838)
- Der englische Schweiss. Ein ärztlicher Beitrag zur Geschichte des 15. und 16. Jahrhunderts (angol ford.: London, 1836; olasz ford.: Velence, 1835; ezen művéért a királyi porosz aranyéremmel tüntették ki)
- Geschichte der neuesten Heilkunde (1870-72)